# لیگ دسته دوم فوتبال ایران ۹۴–۹۳
لیگ دسته دوم فوتبال ایران سومین لیگ معتبر در فوتبال ایران می‌باشد. تا پیش از سال ۱۳۸۰ این لیگ به نام دسته سوم شناخته می‌شد اما پس از تغییر در ساختار لیگ فوتبال ایران این لیگ نیز به لیگ دسته دوم تغییر نام داد.

## تیم‌ها
فهرست زیر شامل تیم‌های حاضر در فصل ۹۴-۹۳ می‌باشد.
| - آلومینیوم سازی اراک - کاسپین قزوین - آراد اصفهان - خیبر لرستان - کارون اهواز - صنعت ساری - ملی پوشان تبریز - شهدای شهرکرد - پرسپولیس گناوه - شهرداری اندیمشک - بعثت کرمانشاه - پارس جم - نسل ابومسلم مشهد - صنعت نوین آبادان - ماشین سازی تبریز - هامون سازان زاهدان - پیام وحدت مشهد - شاهین کیش - وحدت قم - ملی حفاری اهواز |  | - استقلال آبی ب تهران - شهرداری ارومیه - شهرداری کامیاران - ایرانجوان خورموج - خلخال دشت اردبیل - کارگر بنه گز بوشهر - نفت امیدیه - تربیت ایلام - شهرداری یاسوج - پرسپولیس شمال - سپیدرود رشت - شهرداری زنجان - بهمن شیراز - خونه به خونه مازندران - هف سمنان - شهدای جویبار - الوند همدان - شهرداری دزفول - گرند بجنورد - گهر دورود |